# Kirche der Heiligen Dreifaltigkeit und der Heiligen Katharina (Dzierzgoń)

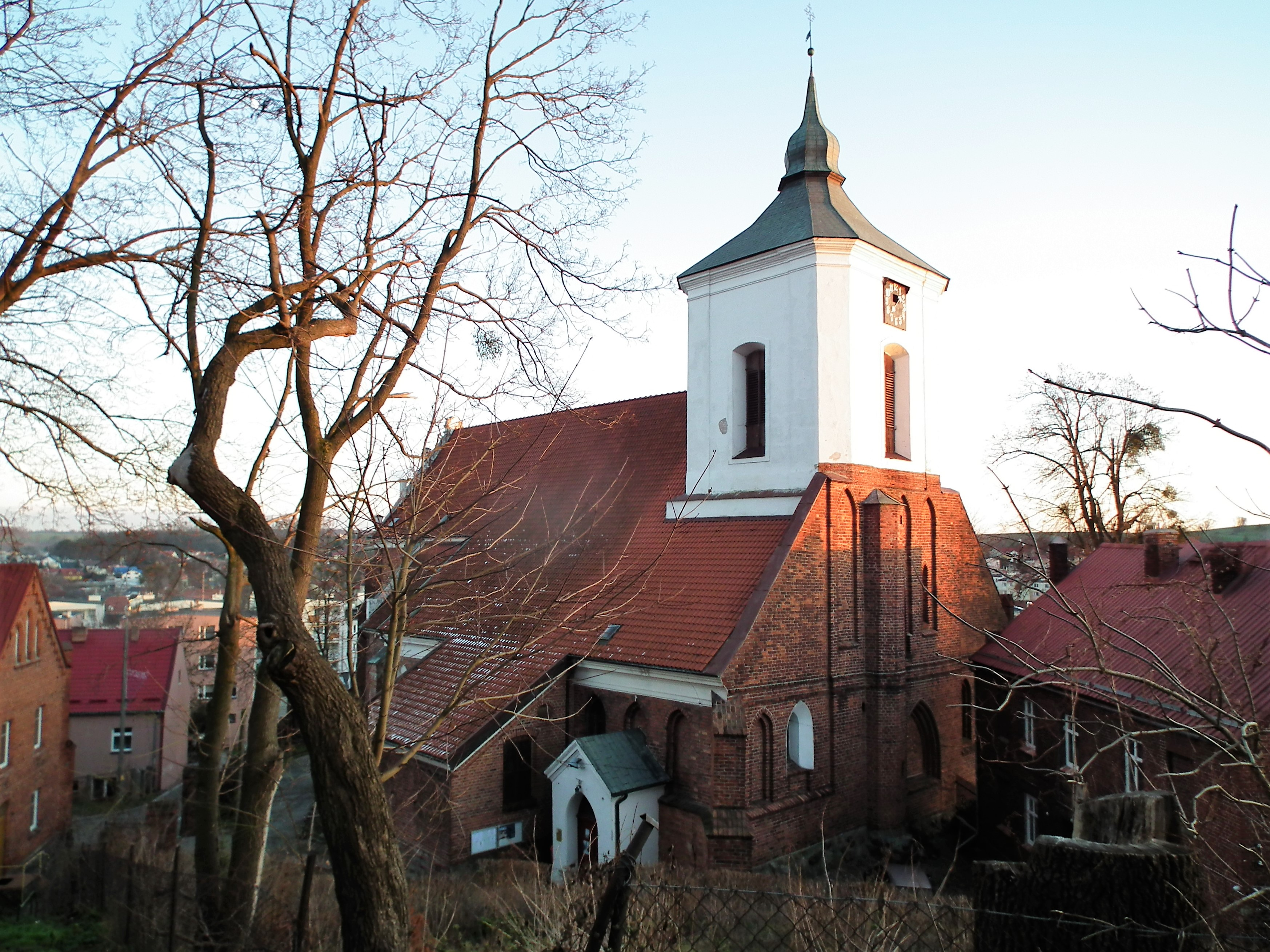
Kirche der Heiligen Dreifaltigkeit und der Heiligen Katharina Christburg

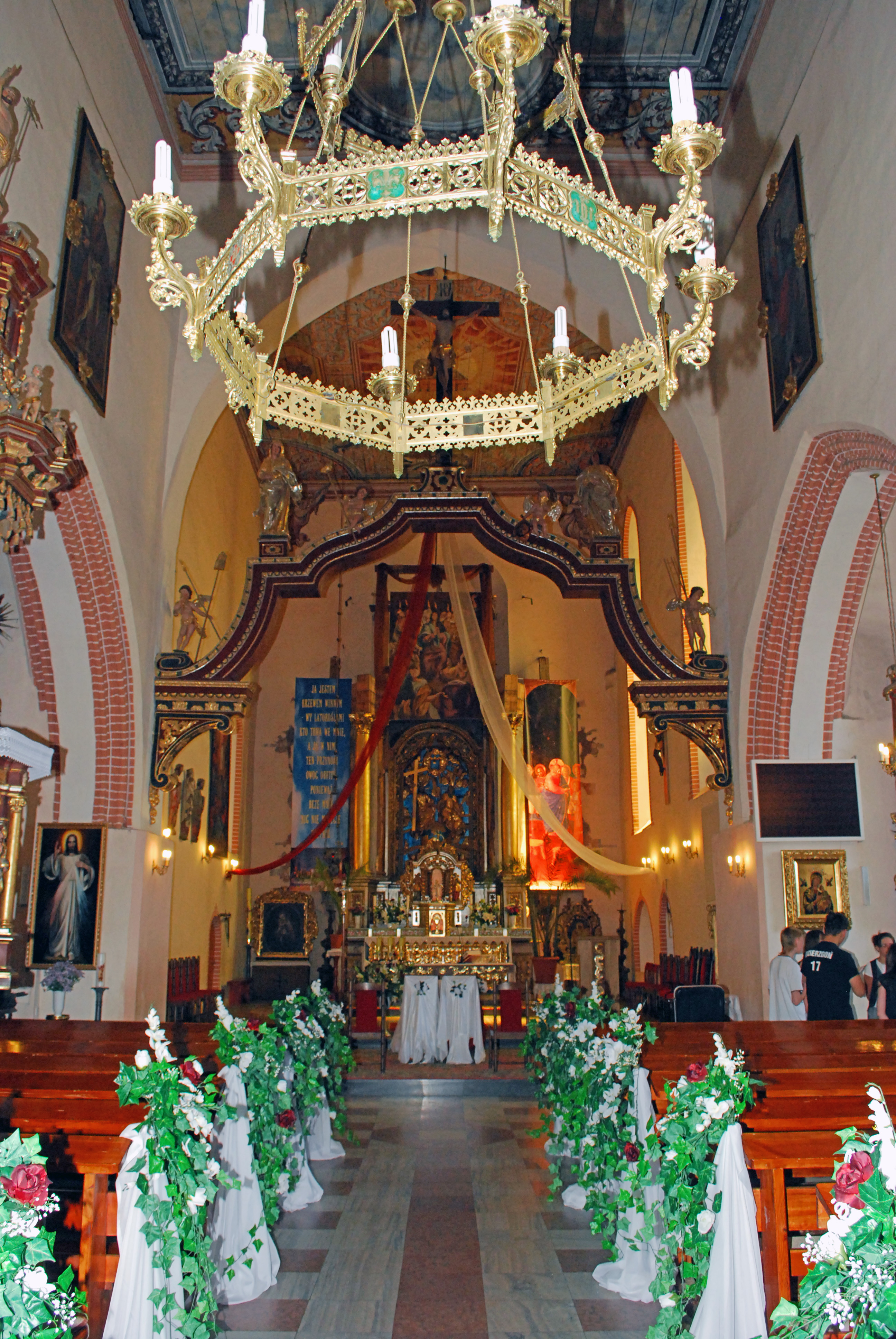
Innenansicht

Die römisch-katholische Kirche der Heiligen Dreifaltigkeit und der Heiligen Katharina (polnisch Kościół Trójcy Przenajświętszej i Świętej Katarzyny) in Dzierzgoń (deutsch Christburg) im Powiat Sztumski der polnischen Woiwodschaft Pommern geht auf die Deutschordenszeit zurück.

## Geschichte
Nach den Bestimmungen des Christburger Friedens 1249 war von den Prußen in „Neu-Christburg“ eine Kirche zu errichten. 1286 ist erstmals ein Pfarrer erwähnt. Der Bau stammt aus der Zeit um 1300. Für diese Bauzeit sprechen die frühe Stadt- und Pfarreigründung sowie Verwendung des wendischen Verbands. Eine Jahresangabe auf einer Grabplatte im Mittelschiff vor dem Triumphbogen trägt die Jahresangabe 1347. Im Jahr 1414 wurde die Kirche durch polnische Truppen geplündert, offensichtlich aber nicht zerstört. Nach einem Brand 1647 wurde die Kirche wiederhergestellt und 1682 neu geweiht. Nach erneutem Brandschaden 1730 wurde 1735 die Heiligkreuzkapelle an das Langhaus angefügt. Die Vorhalle wurde 1853 errichtet. Nach 1945 wurde die Kirche polonisiert.

## Bauwerk
St. Katharina in Dzierzgoń gehört zu den frühesten kleinstädtischen Pfarrkirchen aus Stein, die im Ordensland errichtet wurden. Aufgrund der beengten Platzverhältnisse wirkt der Bau sehr kompakt und zusammengedrängt. Die Kirche ist eine dreischiffige Pseudobasilika auf quadratischem Grundriss. Der Bau hat Strebepfeiler nur an den Kanten der Ostseite und im Nordwesten. Feldstein wurde für den niedrigen Sockel verwendet, Backstein für aufgehendes Mauerwerk. Der Backsteinverband ist vorwiegend wendischer Verband. Gotischer Verband kommt am nördlichen Abschnitt der Westseite und am Westgiebel vor.
Das kurze Langhaus hat im Inneren nur zwei Arkaden. Die Nord- und Südseite des Langhauses trägt spitzbogige Fenster, von Blenden flankiert. Profilierte Portale bestehen im Norden, Süden und Westen. Wie Spuren unter den heutigen Seitenschiffdächern belegen, war der Bau ursprünglich eine Basilika mit querstehenden Dächern über den Seitenschiffen. Der Chor ist ein eingezogener Rechteckchor. Der Westturm ist in das Langhaus eingestellt.
Der zweijochige Rechteckchor mit Krypta war ursprünglich gewölbt. Auf der Ostseite ist ein großes spitzbogiges vermauertes Mittelfenster angebracht, flankiert von hoch liegenden Blenden. Auf der Nord- und Südseite hat der Bau zwischen den Streben schmale Fenster. Die Horizontalgliederung erfolgt durch Sockelprofil, Gurtgesims und eingefasstes Putzband in Traufhöhe. Eine Wendeltreppe in der Mitte der Nordseite führt in die gewölbte Krypta sowie zur Empore.
Die zweigeschossige kleine Sakristei befindet sich im Winkel zwischen Nordseite des Chors und dem Langhaus. Das Obergeschoss der Sakristei öffnet sich mit einer Empore zum Chor. Der Turm tritt nur leicht nach außen vor und ist nur in zwei Geschossen erhalten. Den Zugang in das Obergeschoss des Turms ermöglicht ein nach außen polygonal vortretendes Treppentürmchen.